# Avital Lvova
Avital Lvova (Riga, 17 de julio de 1991) es una actriz alemana de ascendencia judía rusa, conocida por sus apariciones en series como Doctors (2016), Traición (2022), El Poder (2023) y 3 Body Problem (2024).

## Biografía
Lvova nació en Riga, Letonia de padres judíos originarios de la Bielorrusia Soviética. Su bisabuelo ruso luchó junto al Ejército Rojo en la Segunda Guerra Mundial, dónde también falleció. Su bisabuela fue evacuada de su Uzbekistán natal por la guerra, pero regresó una vez esta acabó.
Creció en Berlín, Alemania desde bebé, y fue criada por su madre Alla junto a su abuela y tía. A los 18 años se mudó al Reino Unido, estableciéndose en Londres. Estudió teatro en el East 15 Acting School de la Universidad de Essex, y Cambridge School of Visual & Performing Arts en la Universidad de Cambridge. 
Practicó teatro en el Actors East de Londres, y actuó en varias obras de teatro como Macbeth, Borders, Angel, Pistols at Dawn, Early Bird, Camino en el Real, entre otras. Habla ruso, alemán e inglés.

## Vida personal
Tiene una relación sentimental con el actor británico James Alexandrou desde diciembre de 2022.

## Filmografía
- Waiting for the Sea (2012) como Chica en tren
- Doctors (2016) como Lilia Butterworth
- Trackers (2019) como Jessica Van Zyl
- Bleeding Edge (Videojuego, 2020) como Cass
- Black and Blue Heaven (Corto, 2020)
- Sunlight (2021) como Arinna
- Total War: Warhammer III (Videojuego, 2022) como Naryska Leysa
- Hide (Corto, 2022) como Anna
- Daliland (2022) como Joven Gala
- Traición (Miniserie, 2022) como Irina Belova
- El Poder (2023) como Liat Monke
- Cyberpunk 2077: Phantom Liberty (Videojuego, 2023) como Katya Karelina
- 3 Body Problem (2024) como Ramanujan
- The Tattooist of Auschwitz (2024) como Marta
- Yasha and Leonid Brezhnev (TBA) como Elena Ceausescu